# Wilhelm Ludwig Volz
Wilhelm Ludwig Volz (* 18. März 1799 in Rastatt; † 19. August 1855 in Tübingen) war ein Großherzoglich-Badischer Offizier und der erste Professor für Maschinenwesen an der Polytechnischen Schule zu Karlsruhe.

## Leben
1824 trat Volz in das Linien-Infanterie-Regiment „von Stockhorn“ Nr. 3 der Badischen Armee ein.
1825 erfolgte seine Ernennung zum Professor der reinen Mathematik, der darstellenden Geometrie und des Maschinenwesens. Ab 1832 leitete er die 2te mathematische Claße der Polytechnischen Schule. Von 1837 bis 1840 war er Direktor des Karlsruher Polytechnikums. Von 1841 bis 1855 war Volz als Nachfolger von Johann Heinrich Moritz von Poppe ordentlicher Professor für Technologie an der Eberhard Karls Universität Tübingen, 1848/49 auch Rektor der Tübinger Universität.

## Schriften
- Ueber die brittische Landmacht. Militäerisch-critische Bemerkungen während eines zweimaligen Aufenthalts in England in den Jahren 1820 und 1823 (Militärische Reisen, Bd. 1). Cotta, Stuttgart/Tübingen 1826.

- Gewerbskalender. (Herausgeber), 1833–1835.
- Polytechnische Mittheilungen. (Mitherausgeber zusammen mit Karl Karmarsch), erschienen bis 1846.
- Entwurf eines Gesetzes über die Benutzung der Gewässer für Landwirthschaft und Gewerbe mit Beurtheilung des Entwurfes eines Gesetzes des Königlich Württembergischen Ministeriums des Innern über Bewässerungs- und Entwässerungs-Anlagen für Württemberg, 1843; nebst einem Nachtrag die Beleuchtung des preußischen Gesetzes vom 28. Februar 1845 über die Benutzung der Privatflüsse. Fues, Tübingen 1843.
- Über den Schwerzischen Pflug. Cannstatt 1843.